# Гожиця (Нижньосілезьке воєводство)
Гожиця (пол. Gorzyca, нім. Lerchenborn) — село в Польщі, у гміні Любін Любінського повіту Нижньосілезького воєводства.
Населення — 461 особа (2011).
У 1975-1998 роках село належало до Легницького воєводства.

## Демографія
Демографічна структура станом на 31 березня 2011 року:
|          | Загалом | Допрацездатний вік | Працездатний вік | Постпрацездатний вік |
| -------- | ------- | ------------------ | ---------------- | -------------------- |
| Чоловіки | 246     | 50                 | 173              | 23                   |
| Жінки    | 215     | 38                 | 136              | 41                   |
| Разом    | 461     | 88                 | 309              | 64                   |